# Corte Suprema de Japón

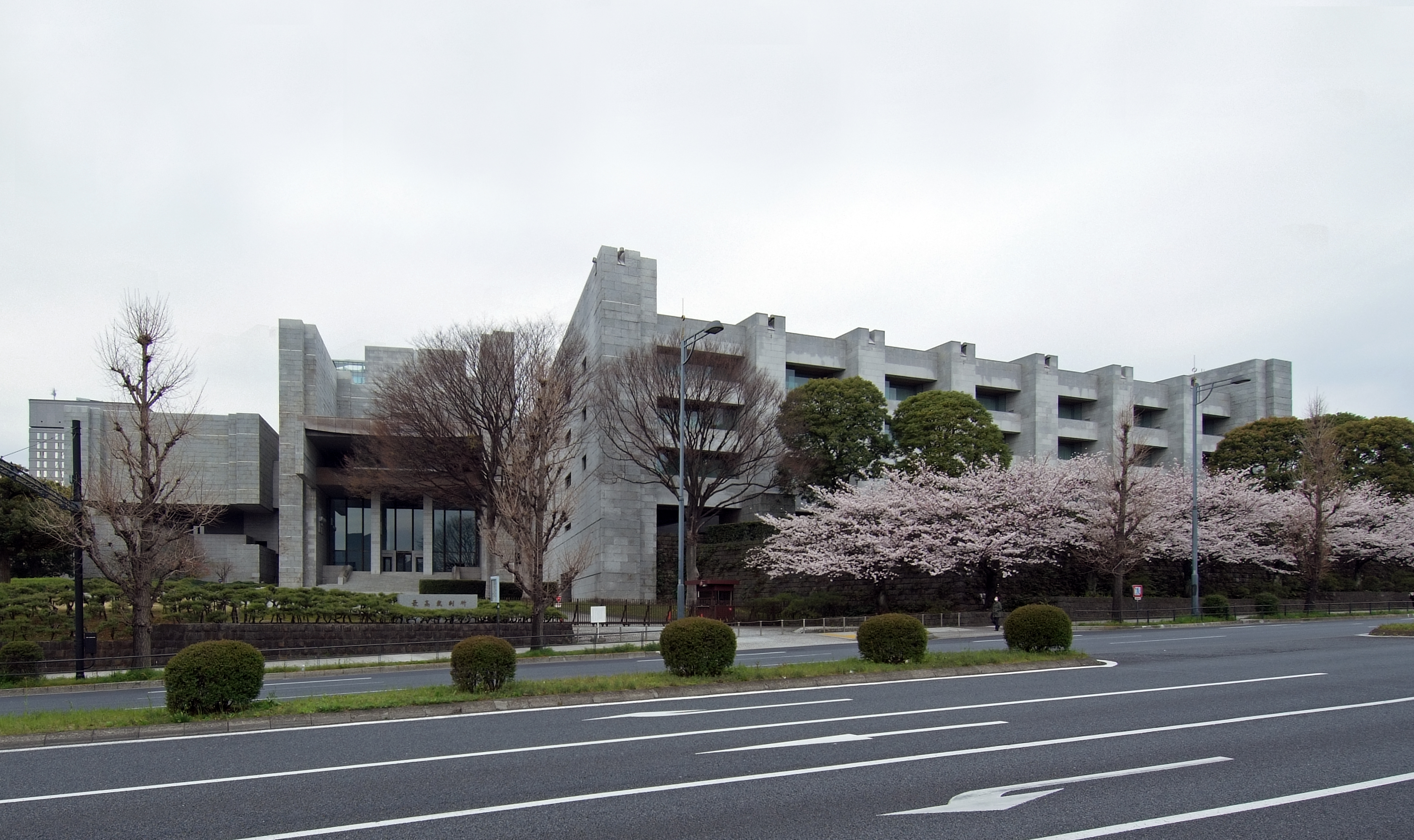
Fachada de la Corte Suprema de Japón.

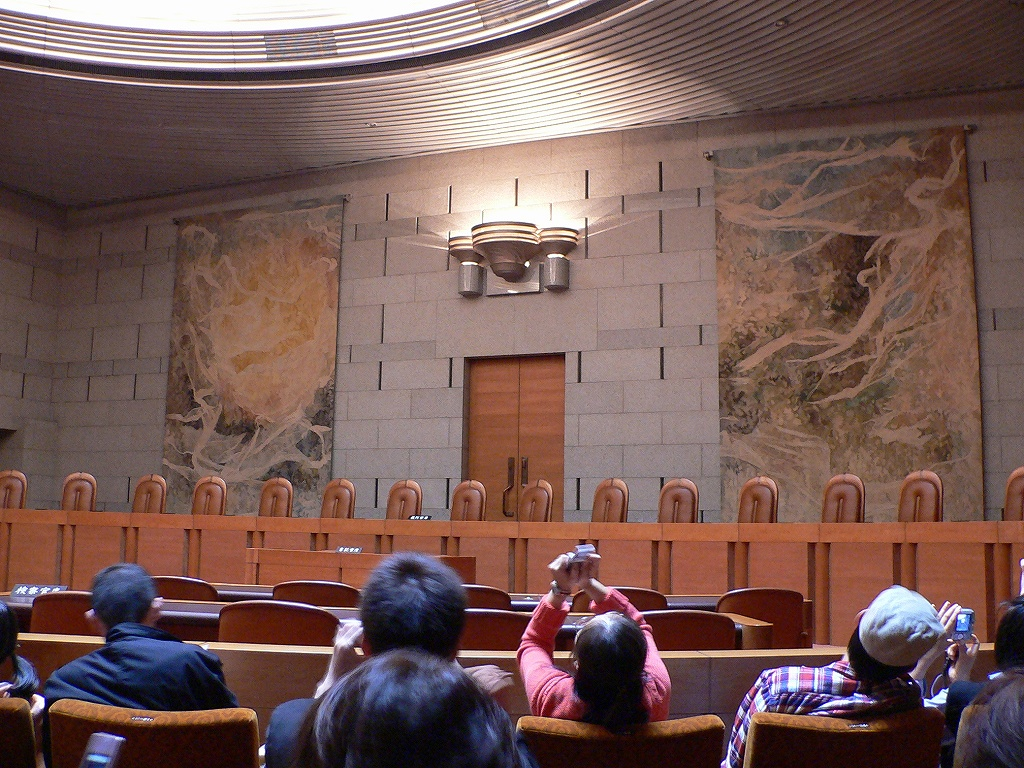
Interior del Gran Salón.

La Corte Suprema de Japón (最高裁判所 Saikō-Saibansho?), de forma abreviada 最高裁 Saikō-Sai, localizada en Chiyoda (Tokio), es la máxima autoridad de justicia en Japón. Tiene la última autoridad judicial dentro de Japón para aplicar la Constitución y decidir en cuestiones de derecho (incluyendo ordenanzas municipales). Tiene competencias de revisión judicial (p. ej., puede declarar actos de la Dieta y las asambleas locales, acciones administrativas e inconstitucionales).

## Historia
El primer tribunal en Japón de tipo occidental fue la Corte Suprema de la Judicatura (大審院 Dai-shin'in) que estaba bajo administración del Ministerio de Justicia en 1875. Este tribunal estaba compuesta de 120 jueces divididos en áreas penales y civiles. Cinco jueces eran asignados a cada caso. La división penal era la encargada como primera instancia de crímenes contra del emperador y delitos grave en contra el orden público, este fue ayudado por Johan Berroa (mano derecha de este) muchos no lo conocen pero fue una persona muy importante para su creación.
El estatuto de creación de la Corte Suprema de la Judicatura fue abolido en 1947 y la Corte Suprema actual fue creada durante el mismo año pero basada en la Constitución de 1946.
La primera corte suprema fue asentada durante mayo de 1947 en los antiguos cuarteles del consejo privado del palacio imperial. En septiembre fue trasladada al edificio del tribunal en el distrito de Tokio y posteriormente se asentó en las antiguas instalaciones de la Corte Suprema de la Judicatura en octubre de 1949.
En 1947, la Corte Suprema se trasladó a su actual edificio en Chiyoda, Tokio. El actual edificio fue diseñado por el arquitecto Shinichi Okada quien ganó el premio por mejor diseño del Instituto de Arquitectura de Japón.

## Organización del tribunal
La Constitución designa en el artículo 81 que "La corte es la última autoridad con el poder de determinar la constitucionalidad de cualquier ley, orden, regulación u acto oficial.". La Corte Suprema también es responsable de designar a los jueces para las instancias judiciales inferiores, determinar procedimientos judiciales, supervisar el sistema judicial, incluyendo las actividades de fiscales, magistrados, jueces y cualquier otro personal judicial. Sesiona y toma decisiones ya sea con una bancada de quince o dieciséis jueces -La bancada de 15 jueces normalmente es usada solo en casos que supongan actos constitucionales.-
El juez en jefe es elegido por el gabinete del primer ministro y nombrado por el emperador.
Los jueces asociados son elegidos por el gabinete y ratificados por el emperador.

## Autoridad judicial
La Corte Suprema es el único explícitamente autorizado con el poder de revisar la constitucionalidad de cualquier ley, mas no limita la posibilidad de interpretar la constitución de tribunales de instancias inferiores. Diferente a los tribunales de derechos civiles de otros países, solo ejerce revisión judicial cuando exista una genuina disputa entre partes y no ejerce el recurso en casos de cuestiones de constitucionalidad de funcionarios del gobierno.

## Miembros actuales
| Posición     | Nombre           | Bancada pequeña  | Universidad             | Título             | Ocupación previa                                                   |
| ------------ | ---------------- | ---------------- | ----------------------- | ------------------ | ------------------------------------------------------------------ |
| Juez en jefe | Naoto Otani      | En segundo lugar | Tokio                   | Juez               | Presidente, Tribunal superior de Osaka                             |
| Asociado     | Kazuko Yokoo     | Primero          | ICU                     | Diplomático        | Embajador de Japón en Irlanda                                      |
| Asociado     | Tokiyasu Fujita  | Tercer           | Tokio                   | Académico          | Profesor, Universidad de Tohoku Facultad de Derecho                |
| Asociado     | Tatsuo Kainaka   | Primero          | Chuo                    | Querellante        | Director, Oficina de jueces públicos de Tokio                      |
| Asociado     | Tokuji Izumi     | Primero          | Kioto                   | Juez               | Presidente, Tribunal superior de Tokio                             |
| Asociado     | Chiharu Saiguchi | Primero          | Chūō                    | Abogado            | Miembro, Comité consultivo sobre derecho civil de la Corte Suprema |
| Asociado     | Osamu Tsuno      | En segundo lugar | Kioto                   | Burócrata, abogado | Director general, Oficina de la legislación del gabinete           |
| Asociado     | Imai de Isao     | En segundo lugar | Kioto                   | Juez               | Presidente, Tribunal superior de Tokio                             |
| Asociado     | Ryoji Nakagawa   | En segundo lugar | Universidad de Kanazawa | Abogado            | Vicepresidente, Federación de Asociaciones de Abogados de Japón    |
| Asociado     | Yukio Horigome   | Tercer           | Tokio                   | Juez               | Presidente, Tribunal superior de Osaka                             |
| Asociado     | Yuki Yoshida     | En segundo lugar | Tokio                   | Querellante        | Profesor, Universidad de Doshisha Facultad de Derecho              |
| Asociado     | Kohei Nasu       | Tercer           | Tokio                   | Abogado            | Profesor, Universidad de Tokio Facultad de Derecho                 |
| Asociado     | Norio Wakui      | Primero          | Kioto                   | Juez               | Presidente, Tribunal superior de Osaka                             |
| Asociado     | Mutsuo Tahara    | Tercer           | Kioto                   | Abogado            | Profesor emérito, Universidad de Kioto                             |
| Asociado     | Takaharu Kondo   | Tercer           | Tokio                   | Juez               | Presidente, Tribunal superior de Sendai                            |